# Hula Hoop (Omi)
Hula Hoop è un singolo del cantante giamaicano Omi, pubblicato il 28 agosto 2015 come secondo estratto dal primo album in studio Me 4 U.

## Video musicale
Il video musicale, diretto da Lenny Bass, è stato reso disponibile il 16 settembre 2015 sul canale YouTube della Ultra Music.

## Tracce
Testi e musiche di Omar Pasley, Karl Wolf, Jenson Vaughan, Matt James e Frank Buelles.
1. Hula Hoop – 3:26

## Classifiche

### Classifiche settimanali
| Classifica (2015-16) | Posizione massima |
| -------------------- | ----------------- |
| Australia            | 8                 |
| Austria              | 7                 |
| Belgio (Fiandre)     | 78                |
| Belgio (Vallonia)    | 53                |
| Canada               | 19                |
| Danimarca            | 8                 |
| Francia              | 67                |
| Germania             | 12                |
| Irlanda              | 43                |
| Italia               | 75                |
| Lussemburgo          | 8                 |
| Norvegia             | 14                |
| Nuova Zelanda        | 23                |
| Paesi Bassi          | 20                |
| Polonia              | 12                |
| Portogallo           | 56                |
| Regno Unito          | 75                |
| Repubblica Ceca      | 14                |
| Slovacchia           | 29                |
| Spagna               | 56                |
| Stati Uniti          | 116               |
| Svezia               | 3                 |
| Svizzera             | 37                |
| Ungheria             | 36                |

### Classifiche di fine anno
| Classifica (2015) | Posizione |
| ----------------- | --------- |
| Australia         | 98        |
| Austria           | 69        |
| Germania          | 78        |
| Svezia            | 67        |